# کهنه سرخ
کهنه سرخ، روستایی از توابع بخش رستاق شهرستان داراب در استان فارس ایران است.

## جمعیت
این روستا در دهستان کوهستان قرار دارد و براساس سرشماری مرکز آمار ایران در سال ۱۳۸۵، جمعیت آن ۶۵ نفر (۱۷خانوار) بوده‌است.